# Cumberland (hrabstwo w Anglii)

Cumberland na mapie hrabstw historycznych.

Cumberland – hrabstwo historyczne w północno-zachodniej Anglii, w latach 1889–1974 hrabstwo administracyjne z ośrodkiem administracyjnym w Carlisle.
Hrabstwo mieściło się nad Morzem Irlandzkim, przy granicy szkockiej, liczyło 3,9 tys. km² powierzchni; w 1971 zamieszkiwało je 292 tys. osób. Powierzchnia w większości górzysta, liczne jeziora, w tym m.in. Derwentwater, Ullswater, wchodzące w skład Lake District. W hrabstwie wydobywano rudy żelaza oraz gips; hodowano bydło i owce. W 1974 weszło w skład hrabstwa Kumbria.
W 2023 roku utworzona została jednostka administracyjna (unitary authority) Cumberland o granicach zbliżonych do hrabstwa historycznego.